# Flughafen Adak

i7
i11
i13
Der Flughafen Adak (englisch Adak Airport, IATA-Code: ADK, ICAO-Code: PADK) ist ein Verkehrsflughafen auf Adak Island (Aleuten, Alaska). Er ist der größte und modernste Flughafen der Aleuten und verfügt über zwei Asphaltpisten.  Der von der US Navy für Marine-Lufttransporte gebaute westlichste Flughafen der USA ist gut ausgerüstet und verfügt über ein Instrumentenlandesystem.

## Geschichte
Im Zweiten Weltkrieg wurde auf Adak Island von der US Navy ein Luftstützpunkt eingerichtet. Im Jahr 1995 wurde durch eine Entscheidung der Bundesregierung die Schließung der Militärbasis und die Umwandlung in einen Zivilflughafen angeordnet. Die Militärs bleiben jedoch als Teil des Umwelt-Programms der Navy auf Adak. Diese Entscheidung ermöglichte es, das Land der Aleut Corporation zurückzugeben.

## Zwischenfälle
- Am 29. Dezember 1944 wurde eine Douglas DC-3/C-47A-85-DL der United States Army Air Forces (USAAF) (Luftfahrzeugkennzeichen 43-15528) 16 Kilometer nördlich der Adak Army Air Base in einen Berghang geflogen. Bei diesem CFIT (Controlled flight into terrain) wurden alle 13 Insassen getötet.[2]

- Am 24. September 1959 wurde eine Douglas DC-4/C-54B-1-DC der US-amerikanischen Reeve Aleutian Airways (N63396) 42 Kilometer ostnordöstlich des Zielflughafens Adak in einen Berg geflogen. Die Piloten waren zum Flug nach Sichtflugregeln übergegangen, obwohl sie oberhalb einer geschlossenen Wolkendecke flogen. Das Flugzeug kollidierte auf Great Sitkin Island in 2100 Fuß (640 Metern) Höhe mit einem Berg. Bei diesem CFIT (Controlled flight into terrain) wurden alle 16 Insassen getötet, fünf Besatzungsmitglieder und 11 Passagiere.[3]

- Am 15. März 1962 setzte eine Lockheed L-1049H Super Constellation der US-amerikanischen Flying Tiger Line (N6911C) auf dem Flughafen Adak trotz vielfacher Warnungen des Fluglotsen vor der Landebahn auf, wobei das Fahrwerk und die rechte Tragfläche abgerissen wurden. Es brach ein heftiges Feuer aus; eines der sieben Besatzungsmitglieder des Frachtflugs wurde getötet.[4]

- Am 11. Dezember 1973 wurde eine Douglas DC-6/R6D-1 der US Navy (Bu 131615) 65 Kilometer nordöstlich des Zielflughafens Adak in einer Höhe von 4700 Fuß (1430 Metern) gegen einen Berg auf Great Sitkin Island geflogen. Durch diesen CFIT (Controlled flight into terrain) wurden alle 10 Insassen getötet.[5]